# E.381戰鬥機
阿拉多E.381式微型戰鬥機（德語：Arado E.381 Kleinstjäger）是一種曾有過的槲寄生戰鬥機設計。阿拉多飛機製造廠於1944年12月提出了這款飛機的設計構想。這款飛機是爲德意志國防軍空軍設計的。按照設計構想，掛載阿拉多E.381的Ar 234轟炸機（即母機）會在升到到高空之後將掛載的阿拉多E.381釋放。在被釋放後，阿拉多E.381會啓動火箭發動機，並藉助其提供的動力攻擊盟軍（主要是英國和美國）的轟炸機。但這款飛機的研發最終因爲缺乏資金和當局的支持而中止。
阿拉多E.381還有3種計劃中的衍生型號。每種衍生機的燃油容量都僅夠攻擊兩個目標用。在完成攻擊後，飛行員必須要操縱無動力的飛機滑翔至飛機場並藉助機身下的滑板降落。爲了使得飛機能在近戰中不被擊落，阿拉多E.381的橫截面的鋒面被設計得儘可能窄。這樣做可以使得飛機被從前方射來的槍彈或炮彈擊中的概率降低，但也使得飛行員只能保持俯臥位。因爲這樣的設計理念，阿拉多E.381的橫截面積只有0.45平方米大。換句話說，僅是Bf 109戰鬥機的四分之一。

## 研發

一架掛載在Ar 234母機機腹下的阿拉多E.381

1944年12月，二戰接近尾聲的時候，德國的飛機製造廠商阿拉多、寶馬、哥達、亨克爾、亨舍爾、齊柏林紛紛提交了用於對空或對地攻擊的火箭動力或噴射動力飛機設計方案。這些方案都是針對德國空軍「給以駕駛艙內的飛行員極大的壓力以取得戰術優勢」的概念提出的。雖然飛機結構能夠承受G力过载，但超越了人的負荷超限，飛行員在正常坐姿下是無法承受。爲了增大飛行員可以承載的過載，設計師試圖讓飛行員保持俯臥位。這樣做除了能增大飛行員可以承載的過載外，還可減小飛機的重量、機身尺寸以及所受的阻力。較小的機艙同樣減小了飛機被前方射來的炮彈或槍彈擊中的可能性。阿拉多將這一優勢發揮到了淋漓盡致淋漓盡致的地步——根據他們的「特殊設計理念」，戰鬥機會在飛近敵方的轟炸機編隊後再使用它的Mk.108航炮進行近程攻擊。
阿拉多飛機製造廠曾向德國空軍部提交了一種槲寄生飛機飛機設計方案。這一設計方案後來發展爲了阿拉多E.381。這種飛機會在被母機運到高空後啓動，並對盟軍的轟炸機展開攻擊。E.381有三種衍生型號，分別是Mk.I、Mk.II、Mk.III。這些衍生型號簡單說來都是一個裝有裝甲，並裝有武器和一臺沃爾特HWK109-509火箭發動機的管子。這些飛機的燃油容量都僅夠攻擊兩個目標用，機炮的彈艙內也僅裝有60發（也有人認爲是45發）30毫米炮彈。飛機在戰鬥中耗盡燃料後，飛行員必須要操飛機滑翔，展開漏斗形減速傘，並藉助機身下的滑板在地面迫降。最終，因爲德國航空部對其不感興趣、缺乏足夠的Ar 234母機以及缺乏研發資金這三個原因，阿拉多終止了E.381的研發計劃。因爲研發計劃胎死腹中，沒有一架阿拉多E.381得以完工。不過，在1944年阿拉多倒是製造了一些供飛行員做俯臥位訓練的木質模型。

## 衍生型號

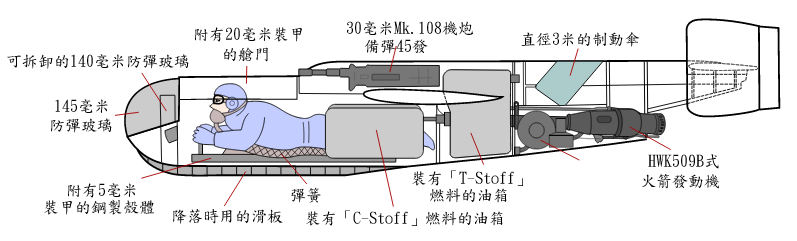
一張阿拉多E.381 Mk.II的線描圖。圖中所列出的特點是所有型號所共有的。

| 型號   | 長度   | 翼展   | 高度   | 機翼面積  | 起飛重量 | 翼載荷         | 最大速度     |
| ------ | ------ | ------ | ------ | --------- | -------- | -------------- | ------------ |
| Mk.I   | 4.69米 | 4.43米 | 1.29米 | 5平方米   | 1200千克 | 240千克/平方米 | 900千米/小時 |
| Mk.II  | 4.95米 | 5米    | 1.15米 | 5平方米   | 1265千克 | 235千克/平方米 | 885千米/小時 |
| Mk.III | 5.7米  | 5.05米 | 1.51米 | 5.5平方米 | 1500千克 | 272千克/平方米 | 895千米/小時 |

### 阿拉多E.381 Mk.I

阿拉多E.381 Mk.I

第一種設計Mk.I機身截面爲圓形，機鼻中有一個供飛行員觀察用的小圓窗。一層5毫米厚的裝甲殼爲大部分的機身提供了保護。因爲乘員艙室的橫截面積僅有0.45平方米（大約是Bf 109戰鬥機的四分之一)），飛行員在駕駛艙內只能保持俯臥位。在飛行員的前方有一塊可拆卸的140毫米厚防彈玻璃。爲了讓飛行員有地方放胳膊肘，在機身的兩端各有一個小小的凸出部分。三個裝有「C-Stoff」燃料的罐子安放於飛行員的四周，另有一個裝有「T-Stoff」燃料的罐子安放在飛行員與引擎之間。飛機的頂端上有一個直翼。因爲裝上了一個固定Mk 108航炮用的泡罩，飛機背部的翼支架部分的機身上有一個隆起。這門Mk 108航炮配有60發炮彈（也有說法是45發）。雙翅片尾翼、放置減速傘的艙室、沃爾特HWK109-509火箭發動機均安裝在後機身的下方。
在降落時，阿拉多E.381 Mk.I的飛行員需要延長降落滑板，並展開錐形減速傘。飛行員只能通過一個位於駕駛艙上方的暗門進出飛機——這使得飛行員在飛機被掛到Ar 234C上之前必須先進入飛機，也使得飛行員在飛機處於上述狀態時即使遇險也無法棄機逃生。

### 阿拉多E.381 Mk.II
第二種衍生型Mk.II與Mk.I高度相似。唯一的不同在於Mk.II機身的尺寸比Mk.I大，翅片比Mk.I要小一些。Mk.II的機身比Mk.I更深、更短（5米），中翼放置得要高一些。爲其提供動力的是一臺沃爾特HWK109-509 A-2火箭發動機。它能爲飛機提供1700千克的推力。因爲有一個延伸到尾部的「駝峰」，機鼻與機體之間有四分之一要比其它部分稍低一些。這個「駝峰」中裝有一門攜帶45發彈藥的Mk.108機炮。

### 阿拉多E.381 Mk.III
第三種設計Mk.III同樣與Mk.I相似，只不過尺寸比前面的幾款衍生型大一點罷了。其乘員艙截面的形狀更像三角形而不是圓形，原來的30毫米Mk.108航炮被六發未指定類型的火箭彈所取代。雖然其著陸程序與前代相同，但在飛機側部卻多出了一個讓飛行員能更加輕鬆出入的暗門。

## 技術參數（E.381 Mk.I）

阿拉多E.381的三視圖

参考资料：Aircraft of the Luftwaffe 1935–1945: An Illustrated History
基本信息
- 机组：1人

性能
武器

- 機槍：1門Mk.108航炮（Mk.I/Mk.II）
- 火箭彈：6發RZ73（Mk.III）[2]

## 腳註
1. ↑  0.45平方米這個數據是阿拉多飛機製造廠提供的。Bf109機身的橫截面積爲1.8平方米[5][10]